# Osterlands voetbalkampioenschap 1932/33
In 1932/33 werd het tiende en laatste Osterlands voetbalkampioenschap gespeeld, dat georganiseerd werd door de Midden-Duitse voetbalbond. FC Wacker 1910 Gera werd kampioen en plaatste zich voor de Midden-Duitse eindronde. 
De club versloeg Wacker 07 Gotha en verloor dan van SV 08 Steinach.
Na dit seizoen kwam de Nationaalsocialistische Duitse Arbeiderspartij aan de macht en werd de competitie grondig geherstructureerd. De overkoepelende voetbalbonden werden afgeschaft en ruimden plaats voor 16 Gauliga's. De kampioen van Osterland werd te licht bevonden voor de Gauliga Mitte en werd niet geselecteerd. FC Thüringen Weida zou later wel promoveren net als 1. SV Gera, een fusie tussen SpVgg en Concordia. Ook kwalificeerden zich slechts twee clubs voor de Bezirksklasse Thüringen, die nu de nieuwe tweede klasse werd. De overige teams bleven in de Osterlandse competitie, die nu als Kreisklasse Osterland de derde klasse ging vormen. 

## Gauliga
| Plaats | Club                     | Wed. | W  | G | V  | Saldo | Ptn.  |
| ------ | ------------------------ | ---- | -- | - | -- | ----- | ----- |
| 1.     | FC Wacker 1910 Gera      | 18   | 16 | 1 | 1  | 69:21 | 33:3  |
| 2.     | FC Thüringen Weida       | 18   | 15 | 0 | 3  | 88:31 | 30:6  |
| 3.     | SpVgg 1914 Neustadt/Orla | 18   | 9  | 1 | 8  | 68:51 | 19:17 |
| 4.     | SC Gera-Rubitz           | 18   | 9  | 0 | 9  | 47:54 | 18:18 |
| 5.     | VfB Pößneck              | 18   | 7  | 2 | 9  | 40:42 | 16:20 |
| 6.     | FC Concordia Gera-Reuß   | 18   | 6  | 3 | 9  | 30:45 | 15:21 |
| 7.     | 1. FC Greiz              | 18   | 6  | 3 | 9  | 34:51 | 15:21 |
| 8.     | SpVgg 04 Gera            | 18   | 5  | 2 | 11 | 53:57 | 12:24 |
| 9.     | SC Ranis                 | 18   | 4  | 3 | 11 | 33:68 | 11:25 |
| 10.    | SV Schmölln 1913         | 18   | 3  | 5 | 10 | 21:63 | 11:25 |

|  | Kampioen, geplaatst voor Midden-Duitse eindronde en Bezirksklasse Thüringen 1933/34 |
|  | Geplaatst voor Bezirksklasse Thüringen 1933/34                                      |
|  | Degradatie naar Kreisklasse Osterland                                               |